# Jassogne
Jassogne est un hameau belge de l'ancienne commune de Crupet, situé dans la commune d'Assesse dans la province de Namur en Région wallonne.
C'était une petite paroisse à part entière sous l'Ancien Régime, appartenant au comté de Namur et relevant de la prévôté de Poilvache.